# Справа «Весна»
Спра́ва «Весна́» — каральна операція органів ОДПУ, проведена в 1930—1931 роках із метою «чистки» лав Червоної армії від спеціалістів колишньої Російської Імператорської армії, і цивільних осіб, у тому числі колишніх білих офіцерів. Офіційним мотивом для початку масових репресій щодо військових фахівців «старої генерації» стало «викриття» в грудні 1930 антирадянської військової організації, яка нібито навесні 1931 (звідси й назва справи — «Весна») очікувала на інтервенцію Антанти і у зв'язку з цим готувала збройне повстання.
Учасниками міфічної організації після допитів в ОДПУ визнали себе багато колишніх генералів та кадрових офіцерів царської армії, які після перемоги радянської влади визнали останню і служили на відповідних посадах у Червоній армії. Репресії за справою «Весни» прокотилися в Росії, Україні, на Кавказі. Найбільшого погрому було завдано військовим навчальним закладам Москви, Ленінграда, Києва. Провідних фахівців офіцерської справи звинувачували в організації контрреволюційних офіцерських груп у вишах, саботажі та шкідництві, яке полягало «у зниженні вимог до військових знань» у студентів і курсантів.
Протягом 1930—1931 у справі «Весна» притягнуто до судової відповідальності 2010 осіб: 305 військових і 1705 цивільних. Із них 573 страчено, інших піддано тривалим термінам ув'язнення.

## Справа
Організатором ініційованої справи «Весна» був діяч ОДПУ Ізраїль Леплевський. За підтримки заступника голови ОДПУ Ягоди він роздув масштаби «Весни» до масштабів «справи Промпартії».
Загалом заарештували за деякими даними[уточнити] більш як 3000 осіб, серед них були А. Є. Снєсарєв, О. А. Свєчин, П. П. Ситін, Ф. Ф. Новицький, О. І. Верховський, В. І. Галкін, Ю. К. Гравицький, В. О. Ольдерогге, В. О. Яблочкін, Н. Соллогуб, О. О. Балтійський, М. Д. Бонч-Бруєвич, М. А. Морозов, О. Є. Гутор, А. Х. Базаревський, М. С. Матіасевич, В. Н. Гатовський та інші.
Проте слід врахувати, що серед заарештованих аж ніяк не всі були військовослужбовцями Червоної армії, навіть більше — не всі були й офіцерами старої армії. Багатьох фігурантів (Свєчин, Родендорф та інші) ще в 1932 році відпустили й відновили на командних постах у РСЧА.